# Лейкопаксил
Лейкопаксил (Leucopaxillus) — рід грибів родини Tricholomataceae. Назва вперше опублікована 1925 року.

## Поширення та середовище існування
В Україні зростають:
- Leucopaxillus gentianeus
- Leucopaxillus giganteus
- Leucopaxillus paradoxus
- Leucopaxillus rhodoleucus

## Гелерея

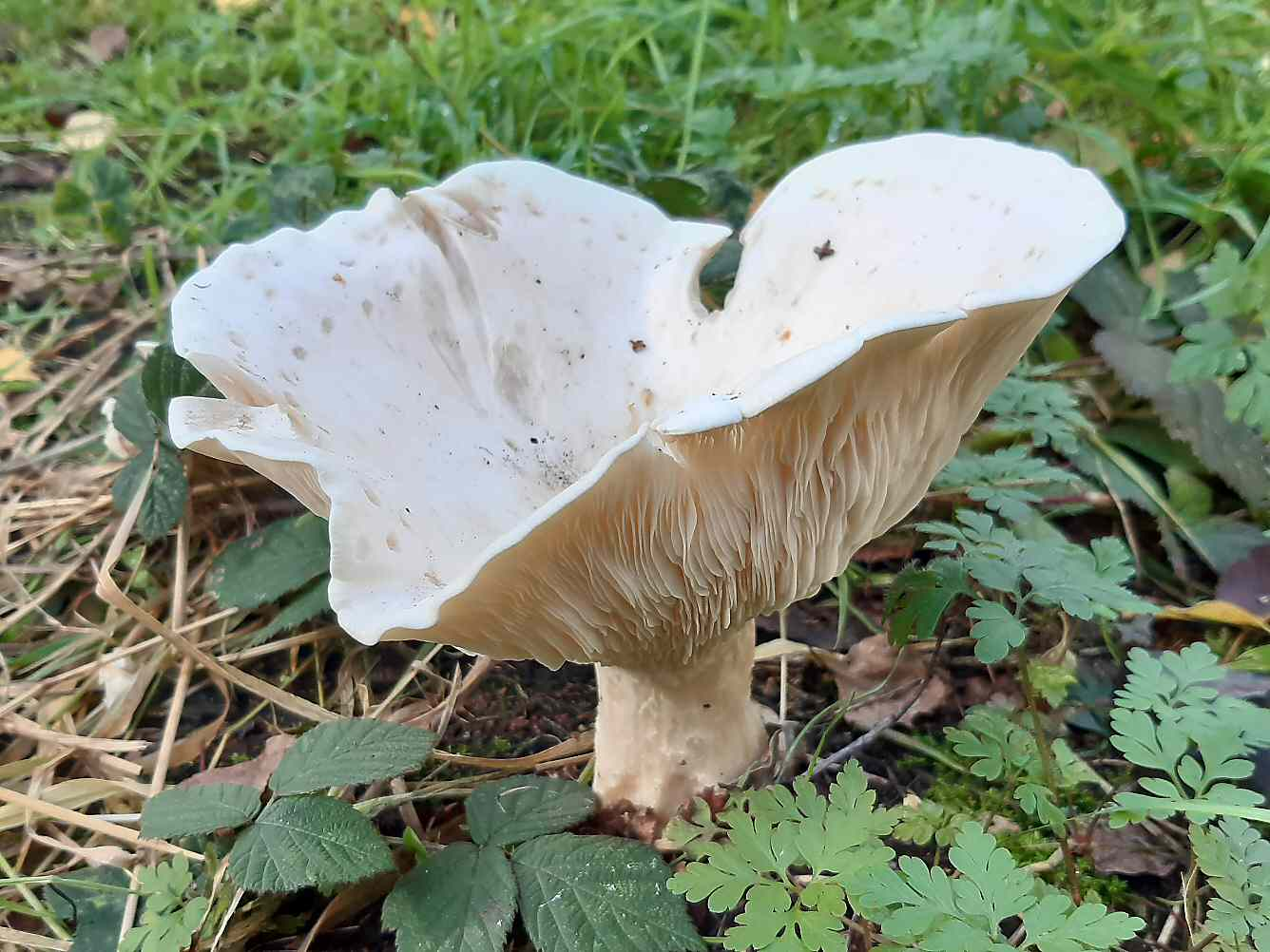
Leucopaxillus giganteus
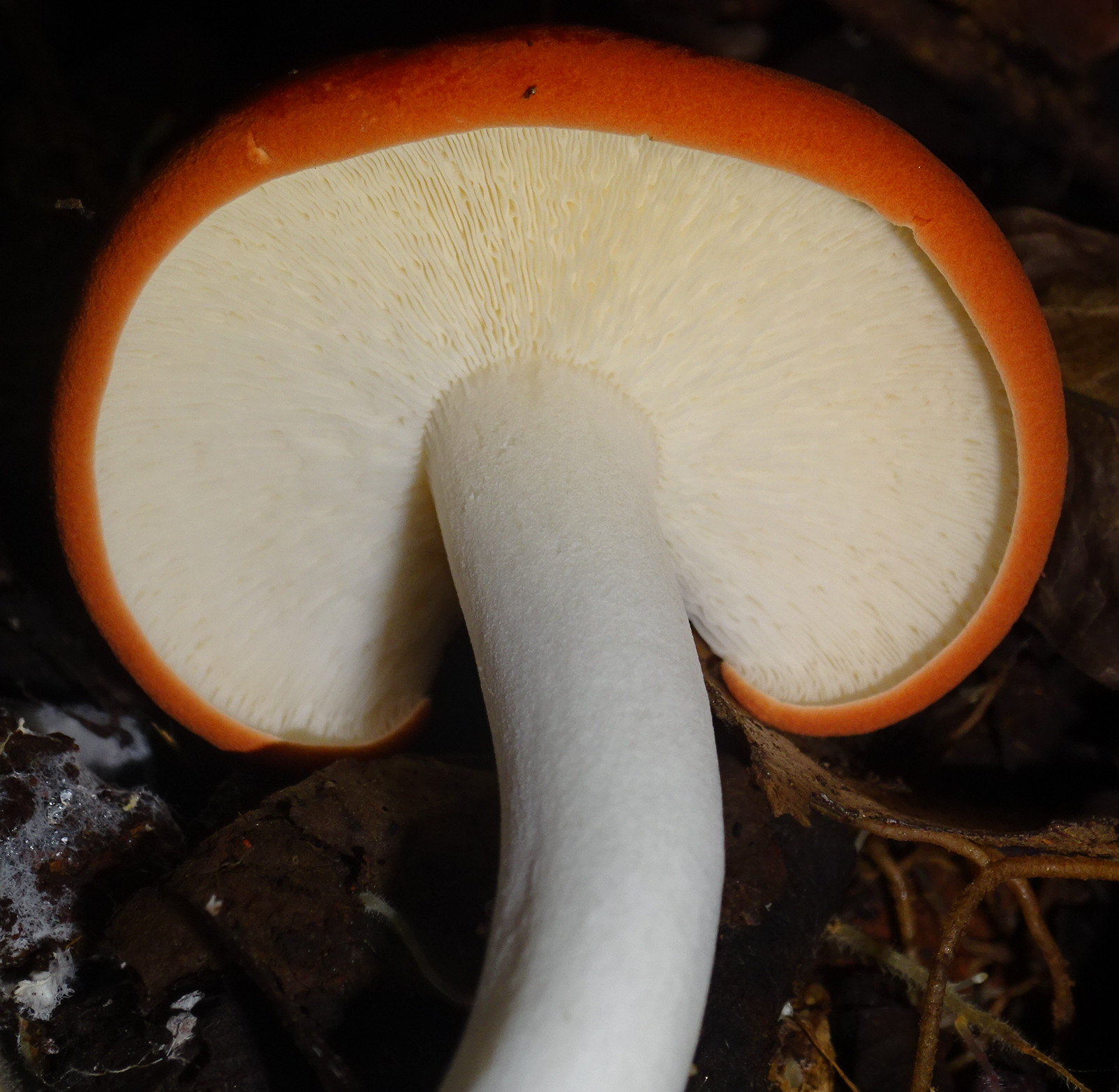
Leucopaxillus gracillimus
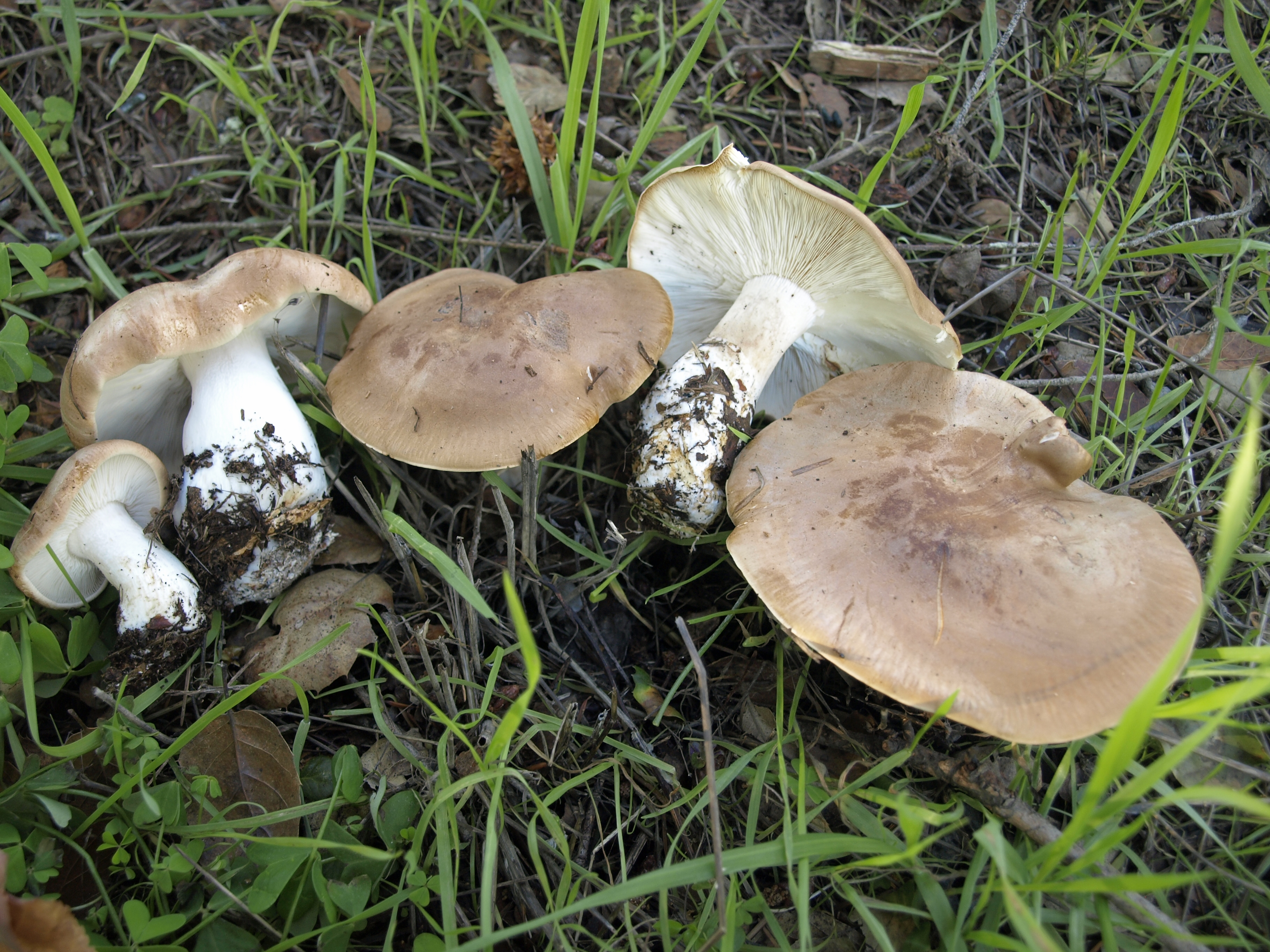
Leucopaxillus gentianeus